# Baston de cauciuc

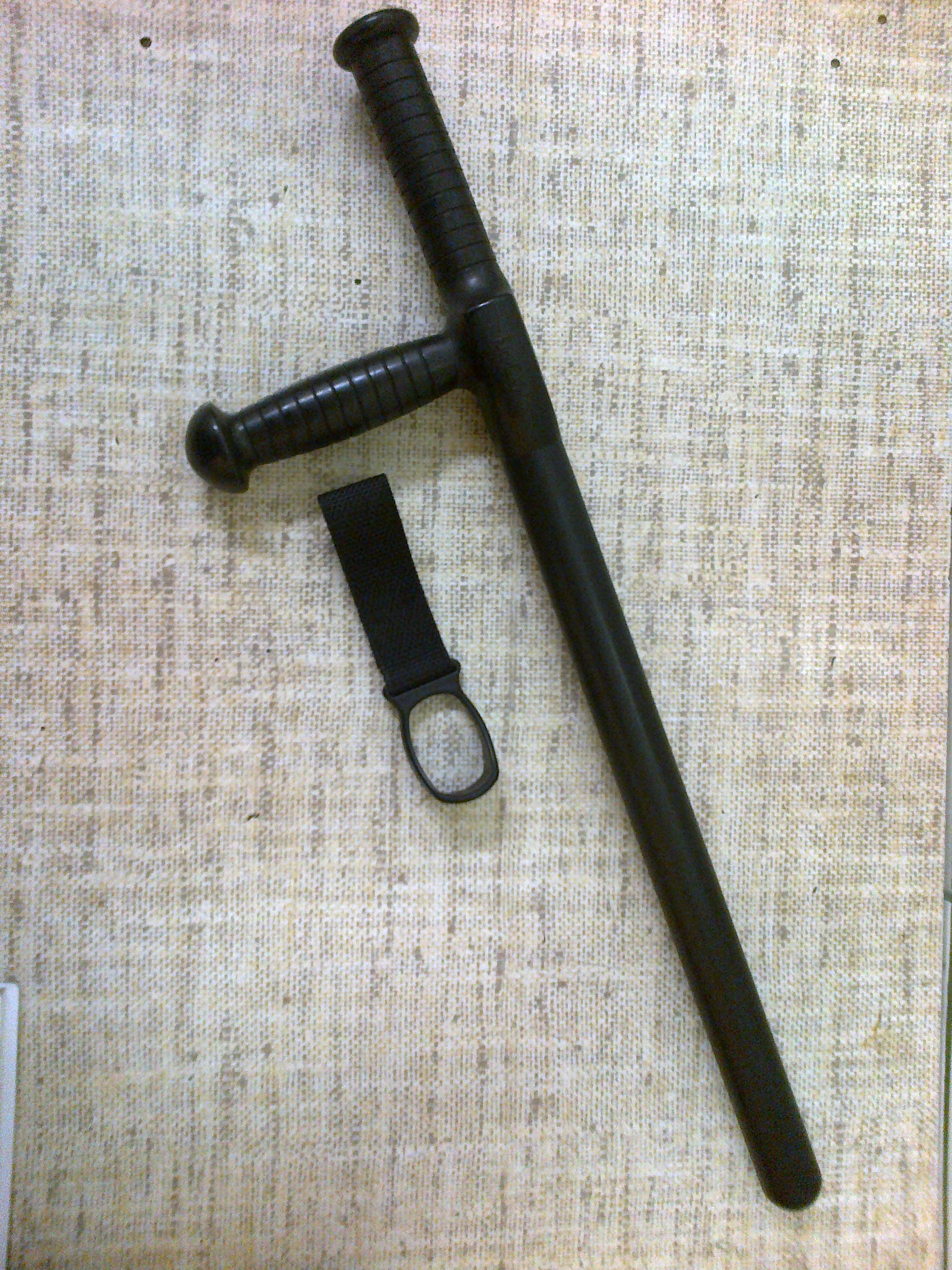

Bastonul de cauciuc este un obiect făcut dintr-un plastic dur, având în interior o inserție de metal, a cărui lungime variază între 40 și 60 de centimetri.
A intrat în dotarea milițienilor din România, în anul 1955. Este denumit popular „pulan”.